# هانس هینمن
هانس هینمن (انگلیسی: Hans Heinemann؛ زادهٔ ۱۴ اوت ۱۹۴۰) دوچرخه‌سوار اهل سوئیس است.